# Mimosybra basigranosa
Mimosybra basigranosa är en skalbaggsart som beskrevs av Stefan von Breuning 1939. Mimosybra basigranosa ingår i släktet Mimosybra och familjen långhorningar.
Artens utbredningsområde är Filippinerna. Inga underarter finns listade i Catalogue of Life.